# Hải đoàn châu Á
Hải đoàn châu Á (Asiatic Squadron) là một hải đoàn tàu chiến và các thành phần hỗ trợ của Hải quân Hoa Kỳ đóng quân tại Thái Bình Dương trong thế kỷ 19. Hoa Kỳ duy trì sự hiện diện hải quân trong vùng Đông Á từ năm 1835 để bảo vệ quyền lợi Mỹ chống lại sự náo động vì các vụ nổi dậy tại Trung Hoa. Ban đầu nó được gọi là Trạm châu Á của Hải quân Hoa Kỳ (Asiatic Station of the United States Navy). Đây là bộ tư lệnh tổng quát của Hải quân tại vùng Viễn Đông suốt thập niên 1880. Các chiến thuyền thuộc trạm này lúc ban đầu là để đảm đương các vấn đề liên quan đến giao thương của Hoa Kỳ với Trung Hoa và Nhật Bản cũng như bảo vệ các chuyến tàu qua lại tại đây .

Ngày 27 tháng 4 năm 1898, hải đoàn này gồm có soái hạm USS Olympia (C-6), USS Baltimore (C-3), USS Raleigh (C-8), USS Petrel (PG-2), USS Concord (PG-3), USS Boston (1884), và USS McCullock rời Mirs Bay, Trung Hoa đến Philippines để tham gia vào cuộc Chiến tranh Tây Ban Nha-Mỹ. Hải đoàn tiến hành tiêu diệt hạm đội Tây Ban Nha đang bảo vệ Philippines, và hữu hiệu chiếm đóng Vịnh Manila. 
Hải đoàn châu Á cũng tham gia vào cuộc hành quân giải cứu ở Trung Hoa (China Relief Expedition) năm 1900. Một công sứ quán quốc tế gồm có thủy quân lục chiến Hoa Kỳ và thủy thủ hải quân từng bước đánh mở đường để giành Thiên Tân từ tay cuộc khởi nghĩa Nghĩa Hòa Đoàn(khởi nghĩa Nghĩa Hòa Đoàn )để giải vây Bắc Kinh vào lúc đó là nhà của nhiều người ngoại quốc khỏi cuộc bao vây dài hai tháng.
Hải đoàn sau đó trở thành Hạm đội châu Á năm 1902.

## Tư lệnh
- Henry H. Bell (- 11 tháng 1 năm 1867)
- John R. Goldsborough (ngắn ngủi năm 1867)
- Stephen C. Rowan (1867-1870)
- Thomas H. Patterson (1877-1880)
- Peirce Crosby 1883
- John Lee Davis (1883-1886)
- Ralph Chandler (1886-1889)
- Charles C. Carpenter (1895)
- Frederick V. McNair, Sr. (1895-1898)
- George Dewey (1898-tháng 4 năm 1900)
- George C. Remey (Tháng 4 năm 1900 - 1902)